# Anne-Marie Coutrot
Pour les articles homonymes, voir Coutrot.
Anne-Marie Coutrot, née Anne-Marie Max le 21 mai 1923 à Paris et morte dans la même ville le 2 mai 2011, est une journaliste française spécialisée dans les questions d'éducation et de psychologie.

## Biographie
Anne-Marie Coutrot naît à Paris le 21 mai 1923 ; son père est ingénieur chimiste. Elle fait des études universitaires en sciences humaines et sociales à l'Université du Delaware (États-Unis).
En 1950, elle épouse Denis Coutrot, ingénieur, et participe avec lui à la création en 1961 de l'école nouvelle d'Antony. Cependant son mari meurt dans un accident de voiture en 1967. 
Très investie dans le monde associatif, elle est en 2008 membre fondateur de l'association Old'Up, consacrée aux personnes vieillissantes.
Elle meurt le 2 mai 2011 dans le 14e arrondissement de Paris.

## Carrière
De 1946 à 1955, Anne-Marie Coutrot est journaliste à la revue Réalités, puis, à partir de 1950, à Jeune maman, votre enfant. 
En 1959, elle débute une longue collaboration avec L'École des parents, dont elle devient responsable des publications, puis directrice de la collection du même nom aux éditions Casterman.
Elle devient en 1983 déléguée générale de la Fédération nationale des écoles des parents et des éducateurs, à laquelle elle avait commencé à participer en 1976 comme responsable de l'atelier d'études et de recherches sur le groupe familial.

## Œuvres
- Avec Jean Ormezzano, Chers parents : Sommes-nous vraiment comme nos enfants nous voient ?, Robert Laffont, coll. « Réponses », 1974 (ISBN 978-2-221-02008-1)
- collectif, Un travail avec des enfants témoins de violences conjugales : Deux expériences de groupes d'enfants en Centre d'hébergement et de réadaptation sociale, FNEPE (ISBN 978-2-900789-01-8)
- Avec Frédérique Jacquinot, Les meilleures maisons pour personnes âgées de votre région : Ile-De-France, Senior Lifestyle, 2004 (ISBN 978-2-9522399-0-5)
- Bien vieillir à la maison, Paris, Senior Lifestyle, 2005 (ISBN 978-2-9522399-3-6)